# Sanne Wevers
Sanne Wevers (Leeuwarden, 17 september 1991) is een Nederlands turnster. Ze won als eerste Nederlandse turnster een gouden medaille op de Olympische Zomerspelen 2016, op het onderdeel evenwichtsbalk. Ze werd ook twee keer Europees kampioen op balk. 

## Biografie

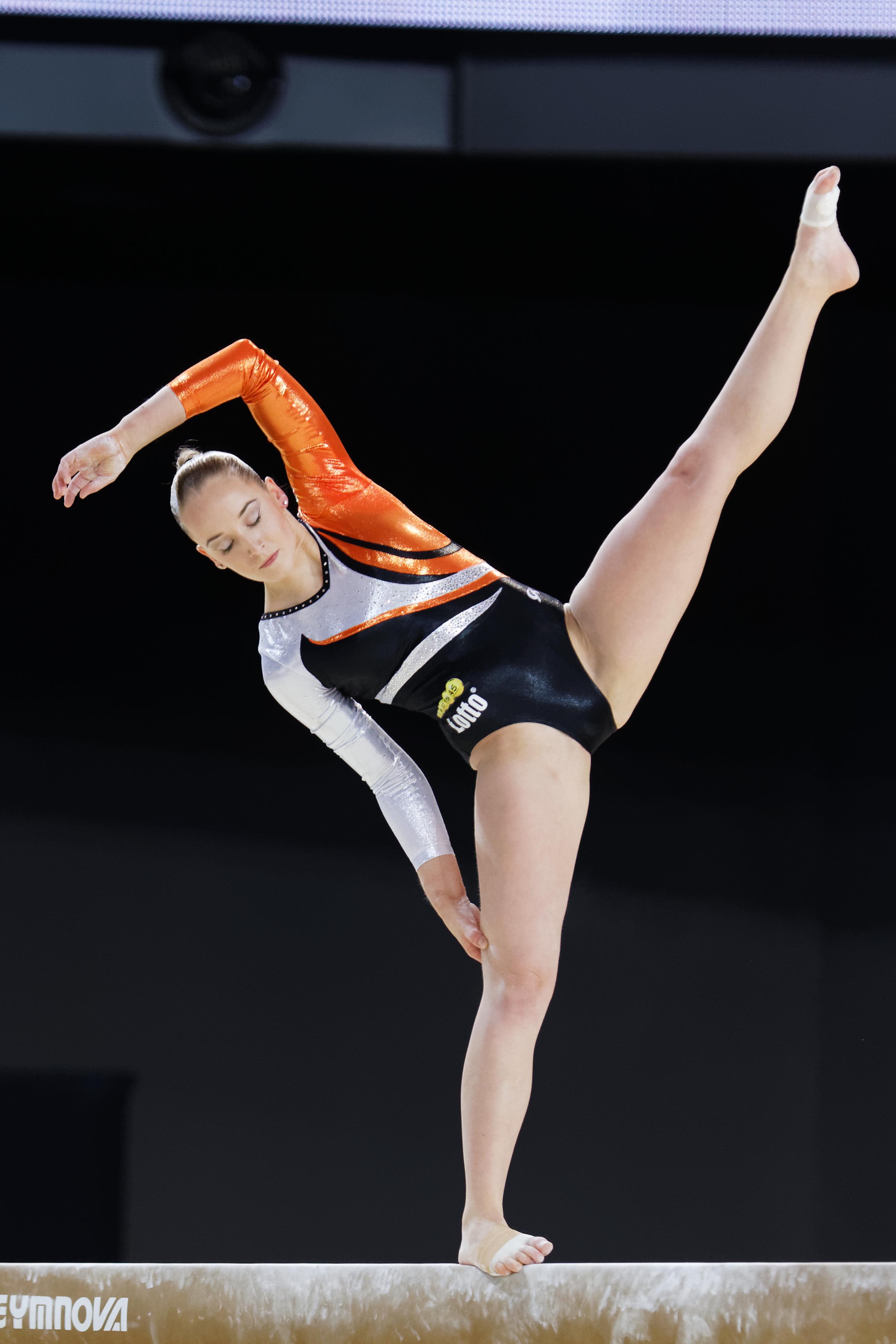
Wevers in balans op het EK 2015

Tijdens een wereldbeker-wedstrijd in Glasgow op 18 oktober 2008 won zij twee gouden medailles: op de brug en de balk. Op 1 januari 2009 werden zij en wielrenner Maarten de Jonge gekroond tot sportvrouw en -man van Overijssel.
Op 17 oktober 2010 turnde Sanne Wevers bij de wereldkampioenschappen in Rotterdam haar eigen element: op balk een dubbele pirouette met gestrekt geheven been. Wevers miste het WK in Tokio, de Zomerspelen in Londen en van de Twentse topturnsters - zus Lieke, Yvette Moshage en Wyomi Masela - kwam enkel Wevers in actie tijdens de eerste WK-kwalificatiewedstrijden in Winterswijk.
Onder leiding van bondscoach Gerben Wiersma lukt het het team om zich te plaatsen voor het turnen op de Zomerspelen in Rio. Voor het eerst sinds de Spelen van 1976 ging Nederland weer met een team naar de Spelen. Met het Nederlandse team behaalde zij de 7de plaats in de landenwedstrijd.
Op 15 augustus 2016 won zij tijdens het turntoernooi op de Olympische Spelen een gouden medaille op het onderdeel evenwichtsbalk, met een score van 15,466. Wevers is de eerste Nederlandse turnster in de olympische geschiedenis die een individuele titel won. Tijdens de huldiging op 24 augustus 2016 is zij door koning Willem-Alexander benoemd tot Ridder in de Orde van Oranje-Nassau. Tevens werd ze op 21 december van dat jaar verkozen tot sportvrouw van het jaar in Nederland.
Wevers heeft zich gekwalificeerd voor de Olympische Spelen 2024 in Parijs, en zal hier deelnemen op de onderdelen balk en brug.

## Persoonlijk
Wevers wordt sinds 2010 getraind door Vincent Wevers. Ze is de tweelingzus van Lieke Wevers.
Wevers is afkomstig uit Oldenzaal. Ze trainde bij vereniging TON Oldenzaal en sinds 2015 bij Topsport Noord Heerenveen. Tot 2001 trainde ze bij Dos Dronrijp. 
1952: Nina Botsjarova ·
1956: Ágnes Keleti ·
1960: Eva Bosáková ·
1964: Věra Čáslavská ·
1968: Natalja Koetsjinskaja ·
1972: Olga Korboet ·
1976: Nadia Comăneci ·
1980: Nadia Comăneci ·
1984: Ecaterina Szabo, Simona Păucă ·
1988: Daniela Silivaș ·
1992: Tetjana Lysenko ·
1996: Shannon Miller ·
2000: Liu Xuan ·
2004: Cătălina Ponor ·
2008: Shawn Johnson · 
2012: Deng Linlin · 
2016: Sanne Wevers · 
2020: Guan Chenchen · 
2024: Alice D'Amato
1957: Larissa Latynina ·
1959: Věra Čáslavská ·
1961: Polina Astachova ·
1963: Ewa Rydell ·
1965: Věra Čáslavská ·
1967: Věra Čáslavská ·
1969: Karin Büttner-Janz ·
1971: Tamara Lazakovitsj ·
1973: Ljoedmila Toerisjtsjeva ·
1975: Nadia Comăneci ·
1977: Jelena Moechina ·
1979: Natalja Sjaposjnikova ·
1981: Maxi Gnauck ·
1983: Lavinia Agache ·
1985: Oksana Omelianchik ·
1987: Daniela Silivaș ·
1989: Olesya Dudnik / Gabriela Potorac
1990: Svetlana Boginskaja ·
1992: Svetlana Boginskaja ·
1994: Gina Gogean ·
1996: Rozalia Galiyeva ·
1998: Yevgeniya Kuznetsova ·
2000: Svetlana Chorkina ·
2002: Ludmilla Ezhova ·
2004: Cătălina Ponor ·
2005: Cătălina Ponor ·
2006: Cătălina Ponor ·
2007: Yulia Lozhechko ·
2008: Ksenia Semyonova ·
2009: Yana Demyanchuk ·
2010: Amelia Racea ·
2011: Anna Dementyeva ·
2012: Cătălina Ponor ·
2013: Larisa Iordache ·
2014: Maria Kharenkova ·
2015: Andreea Munteanu ·
2016: Alia Moestafina ·
2017: Cătălina Ponor ·
2018: Sanne Wevers ·
2019: Alice Kinsella ·
2020: Larisa Iordache ·
2021: Mélanie de Jesus dos Santos ·
2022: Emma Malewski ·
2023: Sanne Wevers ·
2024: Manila Esposito ·